# Fédération andorrane de rugby à XV
La Fédération andorrane de rugby à XV (Federació Andorrana de Rugby ou FAR) est une organisation membre de World Rugby qui régit l'organisation du rugby à XV et à sept en Andorre.
Elle regroupe les fédérations autonomes, les clubs, les associations, les sportifs, les entraîneurs, les arbitres, pour contribuer à la pratique et au développement du rugby à XV dans tout le territoire andorran. 

## Historique
Le rugby n'a pas la popularité du football ou du basket-ball... La France a toujours tissé des liens avec l'Andorre et la Catalogne: échange entre catalans, influence des collèges et des lycées français...
La Fédération andorrane de rugby à XV (FAR), qui a été la première Fédération andorrane d’un sport collectif, a été fondée en 1986, en intégrant ce qui était à l'époque la FIRA, et est devenue membre à part entière de l'IRB en 1991.
L'Andorre occupe autour de la 60e place au classement mondial officiel (elle est 70e au 4 avril 2018).

## Rugby en Andorre
- 3 clubs
- 152 licenciés